# کارلوس کوستا (تنیس‌باز)
 کارلوس کوستا (انگلیسی: Carlos Costa؛ زاده ۲۶ آوریل ۱۹۶۸ ‏(۵۶ سال)) یک تنیس‌باز اهل اسپانیا است. 